# Hermacha fossor
Hermacha fossor là một loài nhện trong họ Nemesiidae.
Hermacha fossor được miêu tả năm 1880 bởi Bertkau.